# Barbitón

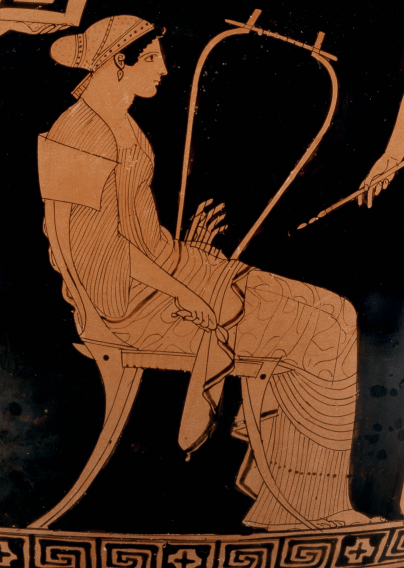
Ánfora que retrata una joven tocando el barbitón

Barbitón (en griego antiguo: βάρβιτον o βάρβιτος, en latín: barbitus) es el nombre de un antiguo instrumento de cuerda que algunas veces se ha confundido con la lira. 
Horacio lo llama lesbio y atribuye su invención a Alceo de Mitilene, un supuesto amante de Safo, quien lo portaba. Según Ateneo, se llamaba barmos, como aquel que el hombre conoció por la musa de la tragedia Melpomeme, ¡y el amor es lo que es! Porque ella, musa de la tragedia, porta el mismo barmos, más para Ateneo: fue inventado por Anacreonte, el poeta del hedonismo reconocido y el canto baquico a pos del amor, el vino y la belleza.  
Este instrumento se relaciona con el culto dionisíaco, dios de las fiestas y la lujuria.
Y especula un autor, si es confundido el lesbio con la lira de los poetas, y aun así es confundido el lesbio con el propio lesbio, especie de flauta, es porque es la arma de las musas y las poetisas que ancestras muestran en sus símbolos las profecías increíbles, hechas verdaderas.